# Antarktisches Zwischenwasser

Antarktisches Zwischenwasser im Kontext der antarktischen Wassermassen

Antarktisches Zwischenwasser (engl. Antarctic Intermediate Water, AAIW) ist eine wichtige Wassermasse der Weltozeane und spielt eine zentrale Rolle im globalen Wärmetransport sowie in der biogeochemischen Zirkulation. Es bildet sich hauptsächlich im Bereich der antarktischen Konvergenz und breitet sich als kühle, relativ salzarme Wasserschicht zwischen etwa 700 und 1500 Metern Tiefe sowohl nach Norden in die angrenzenden Ozeanbecken als auch entlang des antarktischen Zirkumpolarstroms aus.

## Entstehung
Das antarktische Zwischenwasser entsteht im Übergangsbereich zwischen subantarktischen und antarktischen Wassermassen, insbesondere nördlich der Polarfront. Die Entstehung des AAIW ist ein komplexer Prozess, der von mehreren Faktoren abhängt. Primär bildet es sich durch Absinken von modifiziertem Oberflächenwasser im Bereich der subantarktischen Front (SAP). Dieser Prozess wird durch winterliche Abkühlung und damit verbundene Konvektion begünstigt. In der Drake-Passage, einem der Hauptbildungsgebiete, spielen zusätzlich dynamische Prozesse wie die Wirkung starker Winde und die Topographie des Meeresbodens eine entscheidende Rolle für die Wassermassenbildung.

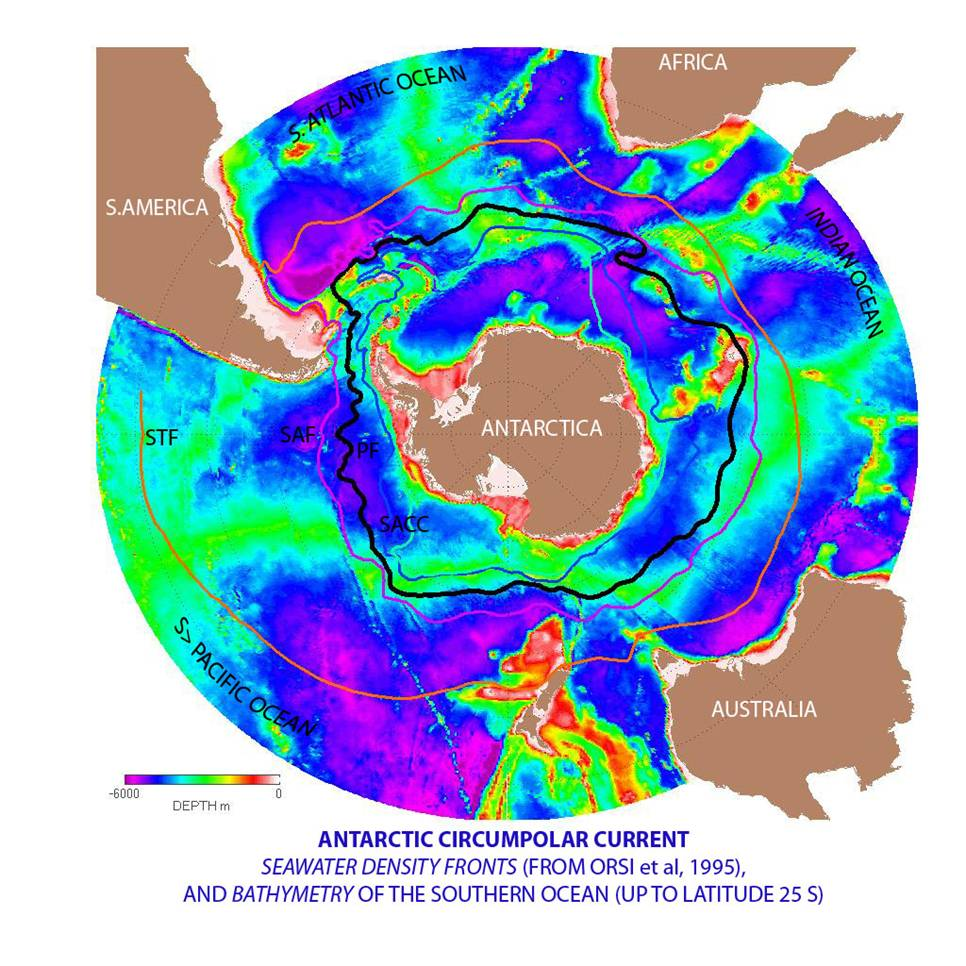
Bathymetrische Karte des Südlichen Ozeans mit Verzeichnung der Dichtefronten des Ozeanwassers.

Das südostpazifische AAIW bildet sich nördlich der Subantarktischen Front (SAF) in der Westecke der Drakestraße und wird nach Norden in den subtropischen Wirbel exportiert. Es zeigt etwas andere Eigenschaften als im Atlantiksektor, was auf unterschiedliche Bildungsbedingungen zurückzuführen ist. Hier tragen insbesondere die intensiven winterlichen Abkühlungsprozesse entlang der chilenischen Küste zur Entstehung bei. Diese regionalen Unterschiede manifestieren sich in leicht abweichenden Temperatur-Salzgehalts-Charakteristika und unterschiedlichen Ausbreitungsmustern. Das südpazifische AAIW bildet sich im Südpazifik entlang der SAF und wird durch die Drakestraße transportiert, wodurch es zu einem salzhaltigeren und dichteren AAIW wird. Das zirkumpolare AAIW schließlich, das kälteste und frischeste AAIW, hat eine zirkumpolare Quelle und wird in der Brasilien-Malvinas Konfluenz-Zone (BMCZ), einer Schlüssellokation der globalen thermohalinen Zirkulation, ins Ozeaninnere injiziert.
Im Atlantiksektor entsteht das AAIW primär durch winterliche Konvektion in der Nähe der Polarfront, wo starke Abkühlung zur Destabilisierung der Wassersäule führt.  Im Pazifiksektor dominieren dagegen eher isopyknale Vermischungsprozesse die AAIW-Bildung. Diese regionalen Unterschiede spiegeln sich in den leicht variierenden thermohalinen Eigenschaften der resultierenden Wassermasse wider, d. h. ihrer Temperatur und ihrer Dichte.
Besonders interessant ist die Wechselwirkung zwischen dem AAIW und dem darunterliegenden Nordatlantischen Tiefenwasser. An mehreren Schlüsselstellen, insbesondere im Atlantik, kommt es zu intensiven vertikalen Vermischungsprozessen zwischen diesen beiden Wassermassen, die den globalen Meridionalen Umwälzstrom (AMOC) maßgeblich beeinflussen.

## Physikalische und chemische Eigenschaften
Das AAIW ist charakterisiert durch eine lokale Dichteanomalie und eine minimale Salinität im Vertikalprofil. Besonders markant ist sein Salzgehaltsminimum, das typischerweise zwischen 700 und 1500 Metern Tiefe auftritt. Dieses Minimum entsteht durch das Absinken von relativ salzarmem Oberflächenwasser aus den subantarktischen Regionen, das sich durch Vermischung mit umgebenden Wassermassen modifiziert.
Die Temperatur des AAIW variiert regional, liegt jedoch allgemein zwischen 2 und 5 °C. Seine Dichte (σ₀) bewegt sich typischerweise im Bereich von 27,0 bis 27,4 kg/m³. Eine weitere charakteristische Eigenschaft ist sein relativ hoher Sauerstoffgehalt, der auf den jüngeren Ursprung dieser Wassermasse im Vergleich zu tieferen Wasserkörpern hinweist. Die Sauerstoffsättigung kann Werte von über 80 % erreichen, was auf intensive Luft-Wasser-Gasaustauschprozesse während der Bildungsphase zurückzuführen ist.
Die Dichteverteilung des AAIW (σ₀ ≈ 27,0–27,5 kg/m³) positioniert es oberhalb des Nordatlantischen Tiefenwassers (NADW) und unterhalb der subtropischen Zwischenwassermassen. Diese spezifische Dichtelage ermöglicht dem AAIW, als wichtiges Verbindungsglied zwischen den oberflächennahen und tiefen Zirkulationssystemen zu fungieren.

## Globale Zirkulation und Bedeutung
Das AAIW ist Teil des globalen thermohalinen Förderbands und beeinflusst sowohl den Stofftransport als auch die klimatische Rückkopplung der Ozeane. Es interagiert mit anderen Wassermassen wie dem Nordatlantischen Tiefenwasser (NADW) und dem Antarktischen Bodenwasser (AABW), wobei es die vertikale Schichtung und Stabilität des Ozeans wesentlich mitbestimmt.
Besonders bedeutsam ist die Wechselwirkung zwischen dem AAIW und dem Nordatlantischen Tiefenwasser (NADW). Diese beiden Wassermassen treffen in den tropischen Regionen aufeinander und beeinflussen sich gegenseitig in ihrer Ausbreitung. Klimamodelle deuten darauf hin, dass Veränderungen in dieser Wechselwirkung möglicherweise langfristige Auswirkungen auf das globale Klimasystem haben könnten.
In der Drake-Passage und dem Südatlantik wurde eine signifikante Variabilität in Tiefe, Temperatur und Salzgehalt des AAIW beobachtet – besonders seit dem späten 20. Jahrhundert –, was auf klimatische Schwankungen und anthropogene Einflüsse hinweist.

## Rolle im Klimasystem
Das AAIW wirkt als Träger klimarelevanter Signale – insbesondere durch die Aufnahme und den Transport von Wärme, CO₂ und gelösten Gasen. Es nimmt atmosphärisches CO₂ in hohen südlichen Breiten auf und transportiert es in die Tiefe, wodurch es eine wichtige Rolle im globalen Kohlenstoffkreislauf spielt.
Neuere Studien belegen signifikante Veränderungen in den Eigenschaften des Antarktischen Zwischenwassers im Zuge des globalen Klimawandels. So wurde eine Erwärmungstendenz von etwa 0,1 °C pro Jahrzehnt festgestellt, begleitet von einer Abnahme des Sauerstoffgehalts. Diese Veränderungen werden auf komplexe Wechselwirkungen zwischen atmosphärischen Veränderungen, schwindendem Meereis und modifizierten ozeanischen Strömungsmustern zurückgeführt.
Zudem bestehen Rückkopplungen mit der Eisbedeckung des Südpolarmeers: Veränderungen im Meereis beeinflussen die Oberflächenfriktion und somit die Belüftung der Zwischenwasserschichten. Erste Ergebnisse deuten darauf hin, dass der zunehmende Süßwassereintrag möglicherweise die konvektiven Prozesse in den Bildungsregionen des AAIW beeinträchtigen könnte, was langfristige Folgen für die globale Ozeanzirkulation hätte.

## Langfristige Entwicklung
Untersuchungen mit natürlichen Tracern und Modellierungen zeigen, dass die Belüftungstiefe und die Ausdehnung des AAIW in jüngerer Zeit einem Wandel unterliegen, der teils durch veränderte Windregime, teils durch steigende Temperaturen beeinflusst wird.
Auch der zunehmende Gletscherschmelzwassereintrag, insbesondere um die Antarktische Halbinsel, kann durch Verdünnung und Stabilisierung der Oberflächenschicht die Bildung des AAIW beeinträchtigen.

## Historische Entwicklung der Forschung
Die wissenschaftliche Erforschung des Antarktischen Zwischenwassers reicht bis in die Mitte des 20. Jahrhunderts zurück. Pionierarbeiten deutscher Ozeanographen in den 1970er Jahren legten den Grundstein für das Verständnis dieser Wassermasse. Besonders bedeutend waren die systematischen Untersuchungen während verschiedener „Polarstern“-Expeditionen, die detaillierte Einblicke in die Bildungsprozesse und Ausbreitungsmuster des AAIW ermöglichten.
In den letzten Jahrzehnten hat sich das Forschungsinteresse zunehmend auf die Rolle des AAIW im Klimasystem konzentriert. Moderne Beobachtungstechniken wie autonome Gleiter und Satellitenfernerkundung haben zusammen mit verbesserten Ozeanmodellen das Verständnis der dynamischen Prozesse, die das Zwischenwasser beeinflussen, erheblich vertieft.